# Kankelibranchus alhenae
Kankelibranchus alhenae is een slakkensoort uit de familie van de Polyceridae. De wetenschappelijke naam van de soort is voor het eerst geldig gepubliceerd in 2009 door Ortea, Espinosa & Moro.